# النباتية (رواية)
النباتية (بالكورية: 채식주의자) هي رواية كورية جنوبية من تأليف هان كانغ. فازت الرواية بجائزة مان بوكر الدولية لعام 2016. ترجمتها للغة العربية محمود عبد الغفار سنة 2017 عن دار النشر التنوير

## نبذة عن الرواية
تروي رواية «النباتية» قصة يونغ هي، ربة منزل تقرر فجأةً التوقف عن أكل اللحوم بعد سلسلة من الأحلام التي تتضمن صورًا لذبح الحيوانات. هذا الامتناع يقودها إلى الابتعاد عن عائلتها ومجتمعها. تُروى القصة في ثلاثة أجزاء: «النباتية»، و«العلامة المنغولية»، و«الأشجار المشتعلة». يروي الجزء الأول زوج يونغ هي، السيد تشيونغ، بضمير المتكلم. أما الجزء الثاني، فيروى بضمير الغائب، مُركزًا على صهر يونغ هي، ويبقى الجزء الثالث بضمير الغائب، ولكنه يُركز على أختها، إن هي، مع استخدام صيغة المضارع أحيانًا.
وتتناول هذه الرواية تحوّلًا نفسيًا وسلوكيًا عميقًا تعيشه يونغ-هاي، امرأة كورية جنوبية يصفها زوجها في البداية بأنها "عادية تمامًا". تبدأ القصة حين يستيقظ زوجها ذات ليلة ليجدها واقفة أمام الثلاجة، بابها مفتوح على مصراعيه، دون أن ترد على تساؤلاته سوى بجملة غامضة: «رأيت حلمًا». في صباح اليوم التالي، تعيد يونغ-هاي نفس الفعل، لكنها تُقدم على خطوة أكثر تطرفًا، إذ تُخرج جميع الأطعمة ذات الأصل الحيواني وتضعها على أرضية المطبخ، مُعلنة رفضها الكامل لاستهلاك أي منتج حيواني.
منذ تلك اللحظة، يبدأ القارئ في الاطلاع على أجزاء من أحلام يونغ-هاي، التي يبدو أنها تؤثر بعمق على حالتها النفسية والجسدية. تبدأ بفقدان الوزن تدريجيًا، وتُظهر نفورًا من العلاقة الزوجية، مبررة ذلك بأن زوجها تنبعث منه "رائحة لحم". خلال مأدبة رسمية أُقيمت في شركة زوجها، تُثير يونغ-هاي جدلاً واسعًا بسبب رفضها تناول المنتجات الحيوانية، ما يُحرج زوجها ويدفعه إلى إطلاع أسرتها على سلوكها الذي بات غير قابل للتحمل بالنسبة إليه.
تتصاعد الأزمة خلال احتفال عائلي بعيد ميلاد والدتها، حين يحاول والدها، بمساعدة إخوتها، إرغامها على تناول اللحم بالقوة، فتُقدم على محاولة انتحار عبر شق معصميها بسكين. ينقلها صهرها إلى المستشفى على ظهره، وبعد فترة من العلاج، تُحضر لها والدتها دواءً أسود اللون، تزعم أنه مكون فقط من نباتات رغم أنه يحتوي على مستخلص من لحم الماعز الأسود. تتذوق يونغ-هاي قليلاً منه، ثم تقوم برميه في وجه والدتها.
في تلك الليلة، ينام زوجها على سرير قابل للطي بجانبها، وحين يستيقظ، يكتشف أنها قد اختفت. بعد إنهاء الإجراءات الإدارية المتعلقة باختفائها، يعثر عليها في الخارج عارية الصدر، مبررة تصرفها بأنها شعرت "بالحر الشديد".

## المواضيع الرئيسية للرواية
تتناول رواية "النباتية" لهان كانغ قضايا وجودية عميقة تتقاطع فيها الهوية، الجسد، والاضطراب النفسي، حيث يُصبح الجسد في الرواية ساحة للمقاومة والانهيار في آنٍ واحد، إذ تعبّر البطلة يونغ هاي من خلال قرارها بالامتناع عن أكل اللحم عن رفضها الخضوع لسلطة المجتمع الأبوي والنظام الأسري القائم على الطاعة والقمع. هذا التمرد الصامت لا يُعبَّر عنه بالكلام أو الأيديولوجيا، بل عبر الجسد نفسه، الذي يتحول من كيان بيولوجي إلى وسيلة احتجاج رمزي ضد التشييء، والعنف، والخضوع. تفضح الرواية أيضًا أشكالًا متعددة من العنف الرمزي والمادي الذي تتعرض له المرأة في المجتمع الكوري المحافظ، سواء من قِبل الزوج، أو العائلة، أو حتى من خلال استغلالها في العمل الفني، مما يضع الجسد الأنثوي في مركز صراع مع القوى السلطوية. ومع تصاعد عزلتها ورفضها التام للواقع المحيط، تنزلق يونغ هاي إلى حالة من الاغتراب النفسي والجنون التدريجي، ليُصبح ذلك الجنون انعكاسًا لتمزق داخلي عميق، وصدى لفشل العالم الخارجي في استيعاب حريتها الفردية.

## العلامة المنغولية في الرواية
في الجزء الثاني من رواية النباتية، تنتقل وجهة السرد إلى جاو، صهر يونغ-هاي، الذي تتولد لديه رغبة جنسية تجاهها بعد مشاهدته لها في لحظة ضعف إثر محاولة انتحار. في لحظة فنية مثيرة، يقترح عليها أن تُشاركه تجربة تصويرية عارية، فتقبل دون تردد. يقوم بتصوير جسدها المرسوم بالألوان مع زميله شونسو في إطار أداء حركي فني. حين يرفض شونسو المشاركة في مشهد إباحي، يتولى جاو الأمر بنفسه، ويقيم علاقة جنسية مع يونغ-هاي أمام الكاميرا بعد أن طلى جسده بالألوان. تكتشف زوجته إن-هاي الأمر وتشاهد الفيديو، فتقوم بإبلاغ الإسعاف. تُؤخذ يونغ-هاي إلى المصحة بهدوء، بينما يحاول جاو القفز من النافذة متوهماً أنه قادر على الطيران، لكنه يُنقذ في اللحظة الأخيرة. يكشف هذا الجزء عن تصاعد التدهور النفسي ليونغ-هاي، وعن التحول الجنسي والفني لصهرها، في سياق نقد اجتماعي لأدوار الأسرة والجسد والرغبة في المجتمع الكوري.

## تاثير الرواية
حققت "النباتية" نجاحًا نقديًا وجماهيريًا كبيرًا، وتمت ترجمتها إلى أكثر من 20 لغة. وتُدرّس حاليًا في عدد من الجامعات حول العالم كعمل أدبي يُجسد الأدب النسوي الحديث، والتحليل النفسي، والتمرد الفردي في المجتمعات التقليدية. وقد ساهمت الرواية في فتح الباب أمام الأدب الكوري ليحظى بمكانة متميزة عالميًا.

## الاسلوب
أسلوب رواية "النباتية" للكاتبة الكورية هان كانغ يمتاز بقدرة فنية عالية على المزج بين السرد الواقعي المكثف والبعد الرمزي والفلسفي العميق، حيث تتبنى الكاتبة لغة شعرية رقيقة ومتقشفة في آن واحد، ما يمنح النص مظهرًا من الهدوء السطحي يخفي تحته تيارات من التوتر والانفعال المكبوت. يعتمد البناء السردي على التعدد الصوتي، إذ تُروى القصة عبر ثلاثة أصوات سردية مختلفة — الزوج، صهر البطلة، وأختها — مما يخلق بنية متعددة الطبقات تكشف أبعاد قرار البطلة المفاجئ بالتوقف عن تناول اللحوم، وتُبرز تأثيره المدمّر أو المحرِّر على محيطها الاجتماعي والعائلي.
تستخدم الرواية الإيحاء البصري والجسدي بكثافة، عبر صور حسية قوية تُجسّد علاقة الجسد بالطبيعة، وتربط بين فكرة النقاء والتحرر من خلال الامتناع عن العنف الموجه نحو الكائنات الحية. كما توظف هان كانغ التفاصيل الدقيقة واللقطات البطيئة لالتقاط الانفعالات الداخلية والحركات الصغيرة، مما يُضفي على النص إحساسًا بالاختناق والانعزال، ويجعل القارئ شريكًا في اختبار الصراع النفسي الذي تعيشه الشخصيات.
إلى جانب ذلك، تنسج الكاتبة في الأسلوب مستويات متعددة من الرمزية، حيث يتحول الجسد إلى مساحة للمقاومة الصامتة، وتصبح الطبيعة، والأحلام، وحتى الصمت ذاته، أدوات للتعبير عن الرفض العميق للعنف البنيوي في المجتمع. هذا المزج بين الواقعية الحسية والرمزية التأملية يمنح الرواية أفقًا إنسانيًا وفلسفيًا يتجاوز حدود القصة الشخصية ليطرح أسئلة عن الحرية، والهوية، والمعنى.

## اقتباسات
كان حلمًا بسيطًا. حلم جعلها ترفض كل شيء."
"أن تكون نباتيًا لا يعني فقط رفض اللحم، بل رفض العنف في كل أشكاله."